# Paris Hilton

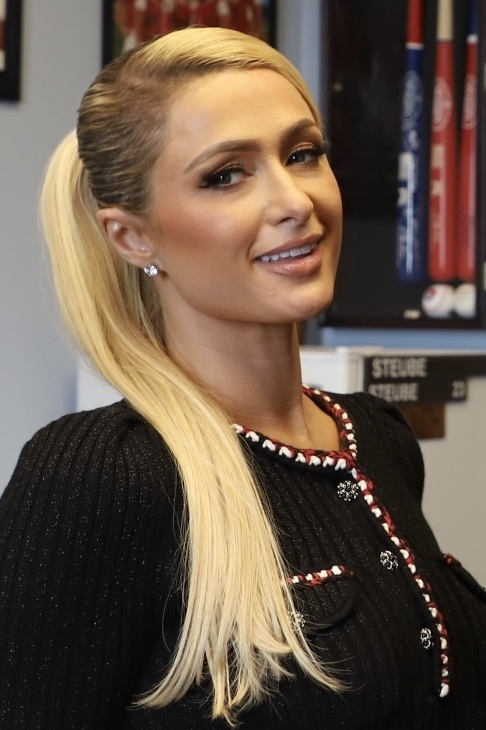
Paris Hilton (2021)

Paris Whitney Hilton (* 17. Februar 1981 in New York City) ist ein US-amerikanisches It-Girl sowie Sängerin und Schauspielerin. Sie ist die Tochter des Erben der Hilton-Hotelkette und wurde zunächst mit dem Doku-Soap-Format The Simple Life sowie als Protagonistin eines privaten Sexvideos bekannt, das als 1 Night in Paris kommerziell vertrieben wurde und 2005 der meistverkaufte pornografische Film des Jahres war.
Mit ihrem schillernden Lebensstil und ihren provozierenden Auftritten zieht Hilton bewusst das Medieninteresse auf sich und nutzt dies zur erfolgreichen Selbstvermarktung. 2005 erhielt sie vom Musiksender VH1 den Titel „It-Girl des Jahres“.

## Familie und Beziehungen
Paris Hilton ist die älteste Tochter von Richard Hilton und Kathy Hilton und Urenkelin des Hotelgründers Conrad Hilton. Sie hat eine jüngere Schwester, Nicky Hilton, und zwei jüngere Brüder.
Von Mai bis Oktober 2005 war Hilton mit dem griechischen Multimilliardärssohn Paris Latsis verlobt. Ab Februar 2017 war sie mit dem US-amerikanischen Schauspieler Chris Zylka liiert und von Januar bis November 2018 mit ihm verlobt.
Im Januar 2020 verlobte sie sich mit dem US-amerikanischen Unternehmer Carter Milliken Reum (* 1981), den sie im November 2021 heiratete. Im Januar 2023 wurde bekannt, dass Hilton und Reum mit Hilfe einer Leihmutter Eltern eines Sohnes geworden waren. Im Dezember 2023 wurde eine gemeinsame Tochter geboren, erneut mit Hilfe einer Leihmutter.

## Leben
Ihre Schulzeit verbrachte Hilton auf der Canterbury School in Connecticut, der Buckley School in Sherman Oaks, Kalifornien, ein Jahr in dem Internat Provo Canyon School in Utah und auf der Dwight School in New York City, wo sie Cheerleader war. Im Alter von 17 Jahren verließ sie die Schule. 2020 berichtete sie in der  Dokumentation This is Paris von körperlichen und psychischen Misshandlungen, die sie und andere Mitschüler an der Provo Canyon School hätten ertragen müssen. Dies habe bei ihr 20 Jahre andauernde Traumata, wie eine posttraumatische Belastungsstörung, hinterlassen. Als Jungfrau wurde sie vergewaltigt, nachdem ältere Männer sie eingeladen und ihr mit K.-o.-Tropfen versetzten Wein gegeben hatten. Mit Anfang 20 brach sie eine Schwangerschaft ab, für die sie nicht bereit war.
Nach dem Verlassen der Schule begann sie als Model zu arbeiten. Daneben wirkte sie in einigen weniger bekannten Filmen als Nebendarstellerin mit.
2000 hatte sie erste Erfolge, als sie für die Zeitschriften GQ und FHM fotografiert wurde. Im Jahr 2003 spielte Hilton in der vom US-Fernsehsender FOX produzierten Serie The Simple Life mit, in der sie an der Seite ihrer Freundin Nicole Richie das ländliche Leben auf einer Farm in Altus, Arkansas, kennenlernte. Die anfangs schlechten Einschaltquoten verbesserten sich, nachdem ein privates Sexvideo von ihr in der Öffentlichkeit aufgetaucht war. Ihr Exfreund Rick Salomon hatte den Film unter dem Titel 1 Night in Paris als VHS-Video und DVD veröffentlicht. Im Jahr 2005 wurde der Film mit drei AVN Awards, u. a. als bestverkauftes und bestvermietetes Sexvideo, ausgezeichnet. Hilton verklagte Salomon und ihr wurde nachträglich eine Entschädigung von 400.000 US-Dollar sowie eine Beteiligung am Verkaufserlös zugesprochen. Nach der fünften Staffel (Goes to Camp) wurde The Simple Life abgesetzt.
Hilton veröffentlichte 2004 ein Buch mit dem Titel Confessions of an Heiress: A Tongue-in-Chic Peek Behind the Pose. Es stand wochenlang in den Top Ten der Bestsellerliste der New York Times. 2005 erhielt sie ihre erste größere Filmrolle im Horrorfilm House of Wax.
Um Geld für die Opfer des Hurrikans Katrina zu sammeln, versteigerte Hilton sich selbst und erlöste 200.000 US-Dollar (rund 162.000 Euro), die ein männlicher Fan für einen Silvesterabend mit ihr bezahlte.
Am 15. Februar 2007 war Hilton Richard Lugners Stargast beim alljährlichen Wiener Opernball.

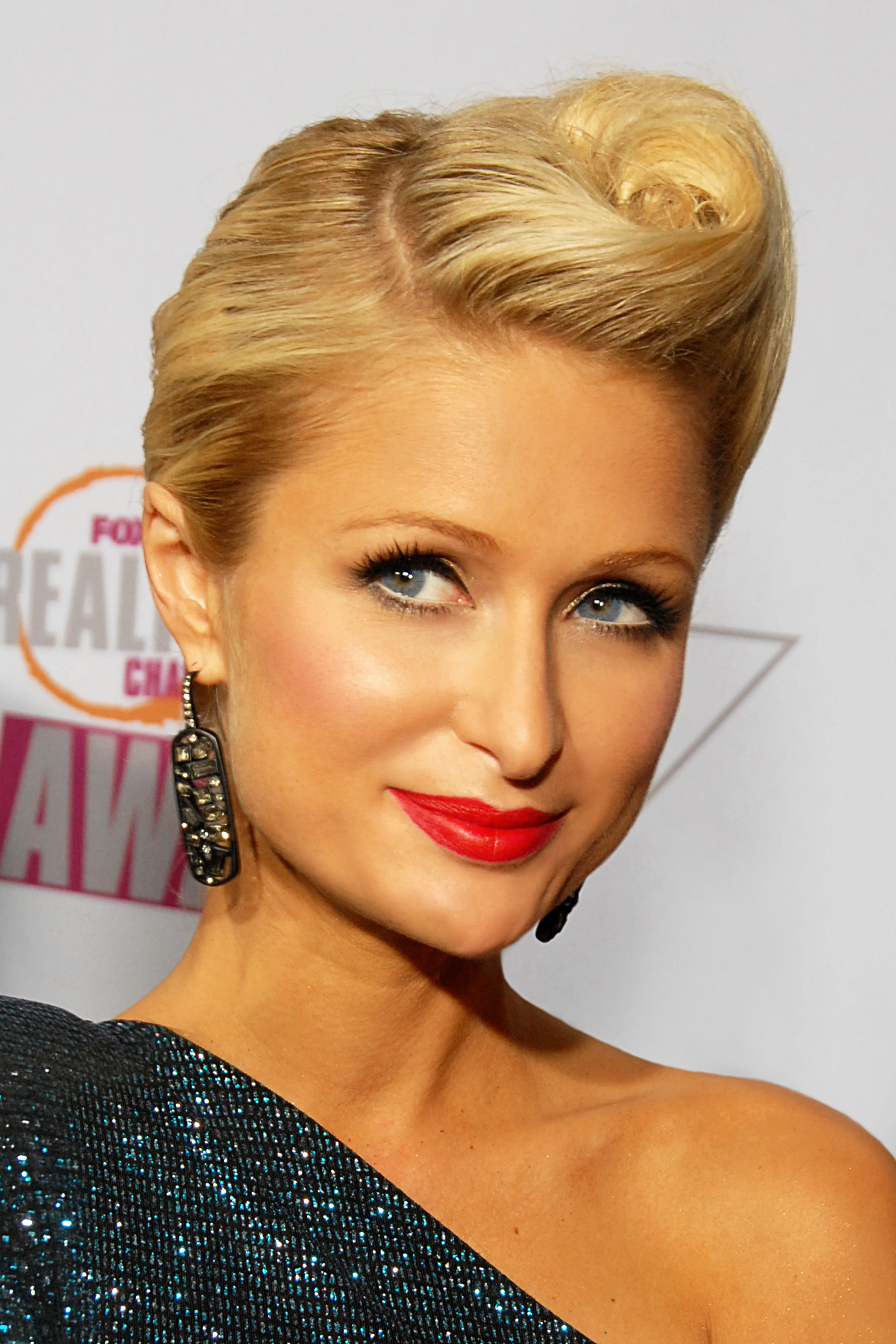
Paris Hilton (2009)

Ab Mai 2008 wurde ihre Reality-Show My new BFF (= „best friend forever“) in Los Angeles gedreht. Hilton suchte mithilfe dieser Sendung eine neue beste Freundin. Wegen des großen Interesses und der hohen Zuschauerzahlen in den USA drehte Hilton im Anschluss eine britische und eine in Dubai spielende Version ihrer Show.
Im Oktober 2009 war sie in der US-amerikanischen Mystery-Serie Supernatural zu sehen. Darin spielt sie eine heidnische Gottheit, welche die Gestalt der Hotelerbin annimmt.
Mit und nach dem Erscheinen der Dokumentation This is Paris engagierte sie sich politisch für die Stärkung von Kinder- und Schülerrechten und für eine stärkere Kontrolle von Internaten in den USA. 2019 war Hilton Gastjurorin und Shootingpartner bei Germany’s Next Topmodel.
Im Mai 2024 kündigte Hilton über Instagram zusammen mit ihrer Freundin Nicole Richie eine neue Reality-Show an, die auf dem Streaminganbieter Peacock ausgestrahlt werden soll.

## Unternehmerin
Hilton betätigt sich als Geschäftsfrau in verschiedenen Bereichen. Den Grundstein legte ein Modelabel in Japan, das sie gemeinsam mit Schwester Nicky gründete, um exklusive Taschen zu vertreiben. Das Geschäft wurde auf Accessoires, Kleidung, Schmuck und Parfüme ausgeweitet.
2005 gab Hilton ihren Namen für eine geplante Kette von Nachtclubs unter der Bezeichnung „Club Paris“ her. Dem ersten Club in Orlando, Florida, folgte ein zweiter in Jacksonville, Florida, im Juli 2006. Weitere Standorte (u. a. Las Vegas) sollten folgen; Hilton wurde aber im Januar 2007 vom Eigentümer des „Club Paris“, Fred Khalilian, gekündigt, nachdem sie sich angeblich nicht oft genug mit Prominenten im Club gezeigt hatte, und die Clubs wurden wieder geschlossen.

## Sängerin
Paris Hilton versucht seit 2004 sich als Sängerin zu etablieren und nahm ein Album auf, für das sie JC Chasez und Rob Boldt als Produzenten engagierte. Sie kündigte ihren Plattenvertrag mit Warner Brothers und gründete das Plattenlabel Heiress Records als Sublabel von Warner Brothers. 2004 wurde die geplante Veröffentlichung der ersten Single Screwed nach wenig erfolgreichen Testläufen in Clubs in Miami abgesagt. Im Juni 2006 wurde Stars Are Blind als erste Single des im Juli erscheinenden Albums Paris veröffentlicht. Anfang Juni 2007 kündigte Warner Brothers den Vertrag mit Hilton wegen enttäuschender Verkaufszahlen. Wegen angeblicher Urheberrechtsverletzungen wurde gegen Hiltons ehemalige Plattenfirma im Juni 2007 eine Klage über 370.000 Euro beim Londoner High Court of Justice eingereicht. Hilton und ihrer Plattenfirma wurde vorgeworfen, den UB40-Klassiker Kingston Town rechtswidrig gecovert zu haben.
Als erste Single weltweit wurde Stars Are Blind von Hiltons Album veröffentlicht. Als zweite Single wurde in den USA am 15. August 2006 Turn It Up und in Europa und Asien am 6. November 2006 Nothing In This World veröffentlicht. Nothing In This World erreichte in Singapur, Thailand und Ecuador Platz 1 der Singlecharts. In den USA stieg die Single nur durch hohe Downloadzahlen in die Charts ein. Am 7. Februar 2008 wurde Screwed in Asien als dritte Single veröffentlicht und erreichte Platz 1 der Japanese Physical Charts.

## Diskografie

### Studioalben
| Jahr | Titel Musiklabel                             | Höchstplatzierung, Gesamtwochen, AuszeichnungChartplatzierungen (Jahr, Titel, Musiklabel, Platzierungen, Wochen, Auszeichnungen, Anmerkungen) | Höchstplatzierung, Gesamtwochen, AuszeichnungChartplatzierungen (Jahr, Titel, Musiklabel, Platzierungen, Wochen, Auszeichnungen, Anmerkungen) | Höchstplatzierung, Gesamtwochen, AuszeichnungChartplatzierungen (Jahr, Titel, Musiklabel, Platzierungen, Wochen, Auszeichnungen, Anmerkungen) | Höchstplatzierung, Gesamtwochen, AuszeichnungChartplatzierungen (Jahr, Titel, Musiklabel, Platzierungen, Wochen, Auszeichnungen, Anmerkungen) | Höchstplatzierung, Gesamtwochen, AuszeichnungChartplatzierungen (Jahr, Titel, Musiklabel, Platzierungen, Wochen, Auszeichnungen, Anmerkungen) | Anmerkungen                             |
| Jahr | Titel Musiklabel                             | DE | AT | CH | UK | US | Anmerkungen                             |
| ---- | -------------------------------------------- | --- | --- | --- | --- | --- | --------------------------------------- |
| 2006 | Paris Heiress Records / Warner Bros. Records | DE18 (3 Wo.)DE | AT9 (4 Wo.)AT | CH7 (5 Wo.)CH | UK29 (2 Wo.)UK | US6 (6 Wo.)US | Erstveröffentlichung: 22. August 2006   |
| 2024 | Infinite Icon 11:11 Media                    | — | — | — | — | US38 (1 Wo.)US | Erstveröffentlichung: 6. September 2024 |

### Singles
| Jahr | Titel Album                 | Höchstplatzierung, Gesamtwochen, AuszeichnungChartplatzierungen (Jahr, Titel, Album, Platzierungen, Wochen, Auszeichnungen, Anmerkungen) | Höchstplatzierung, Gesamtwochen, AuszeichnungChartplatzierungen (Jahr, Titel, Album, Platzierungen, Wochen, Auszeichnungen, Anmerkungen) | Höchstplatzierung, Gesamtwochen, AuszeichnungChartplatzierungen (Jahr, Titel, Album, Platzierungen, Wochen, Auszeichnungen, Anmerkungen) | Höchstplatzierung, Gesamtwochen, AuszeichnungChartplatzierungen (Jahr, Titel, Album, Platzierungen, Wochen, Auszeichnungen, Anmerkungen) | Höchstplatzierung, Gesamtwochen, AuszeichnungChartplatzierungen (Jahr, Titel, Album, Platzierungen, Wochen, Auszeichnungen, Anmerkungen) | Anmerkungen                                            |
| Jahr | Titel Album                 | DE | AT | CH | UK | US | Anmerkungen                                            |
| ---- | --------------------------- | --- | --- | --- | --- | --- | ------------------------------------------------------ |
| 2006 | Stars Are Blind Paris       | DE7 (12 Wo.)DE | AT3 (16 Wo.)AT | CH5 (19 Wo.)CH | UK5 (10 Wo.)UK | US18 Gold · (12 Wo.)US | Erstveröffentlichung: 5. Juni 2006 Verkäufe: + 514.000 |
| 2006 | Nothing in This World Paris | DE34 (9 Wo.)DE | — | CH61 (3 Wo.)CH | UK55 (2 Wo.)UK | — | Erstveröffentlichung: 12. September 2006               |

Weitere Singles
- 2006: Turn It Up
- 2007: Screwed
- 2008: My BFF
- 2008: Paris for President
- 2013: Good Time (feat. Lil Wayne)
- 2014: Come Alive
- 2015: High Off My Love (feat. Birdman)
- 2018: I Need You
- 2023: Stars Are Blind (feat. Kim Petras)

## Auszeichnungen für Musikverkäufe
| Goldene Schallplatte - Dänemark - 2006: für die Single Stars Are Blind - Schweden - 2006: für die Single Stars Are Blind |

Anmerkung: Auszeichnungen in Ländern aus den Charttabellen bzw. Chartboxen sind in ebendiesen zu finden.
| Land/RegionAuszeichnungen für Musikverkäufe (Land/Region, Auszeichnungen, Verkäufe, Quellen) | Gold     | Platin | Verkäufe | Quellen              |
| -------------------------------------------------------------------------------------------- | -------- | ------ | -------- | -------------------- |
| Dänemark (IFPI)                                                                              | Gold1    | —      | 4.000    | ifpi.dk              |
| Schweden (IFPI)                                                                              | Gold1    | —      | 10.000   | sverigetopplistan.se |
| Vereinigte Staaten (RIAA)                                                                    | Gold1    | —      | 500.000  | riaa.com             |
| Insgesamt                                                                                    | 3× Gold3 | —      |          |                      |

## Filmografie (Auswahl)

### Spielfilme
- 1991: Hitch, der Geist aus der Flasche (Wishman)
- 2000: Sweetie Pie
- 2001: Zoolander
- 2002: QIK2JDG (Kurzfilm)
- 2002: Nine Lives – Das Haus des Schreckens (Nine Lives)
- 2003: L.A. Knights (Kurzfilm)
- 2003: Ein Kater macht Theater (The Cat in the Hat)
- 2003: Wonderland
- 2003: Pauly Shore is Dead
- 2004: Total verknallt in Tad Hamilton (Win a Date with Tad Hamilton!)
- 2004: The Hillz
- 2004: Liebe auf Umwegen (Raising Helen)
- 2005: House of Wax
- 2006: Bottoms Up
- 2006: Die Party Animals sind zurück! (National Lampoon’s Pledge This!)
- 2008: The Hottie & the Nottie – Liebe auf den zweiten Blick (The Hottie & the Nottie)
- 2008: Repo! The Genetic Opera
- 2008: Big Fat Important Movie (An American Carol)
- 2020: This is Paris (Dokumentation)
- 2024: The Trainer

### Fernsehserien
- 2003 und 2005: Saturday Night Live
- 2003–2007: The Simple Life (56 Folgen)
- 2004: Veronica Mars (Folge Credit Where Credit’s Due)
- 2004: O.C., California (The O.C., Folge The L.A.)
- 2004: Las Vegas (Folge Things That Go Jump in the Night)
- 2004: George Lopez (Folge Jason Tutors Max)
- 2004: Bullrun: Cops, Cars & Supers
- 2005: American Dreams (eine Folge)
- 2008–2009: Paris Hilton’s My new BFF (17 Folgen, Drehbuchautorin in sieben Folgen)
- 2009: Paris Hilton’s British Best Friend (acht Folgen, Drehbuchautorin in sieben Folgen)
- 2009: Supernatural (Folge 5x05: Die falschen Götter)
- 2009: Paris Hilton’s My New BFF: Dubai
- 2011: The world according to Paris (8 Folgen)
- 2011: The Hard Times of RJ Berger (1 Folge)
- 2019: Germany’s Next Topmodel (Gastjurorin, 1 Folge)

## Strafverfahren wegen Verkehrsdelikten

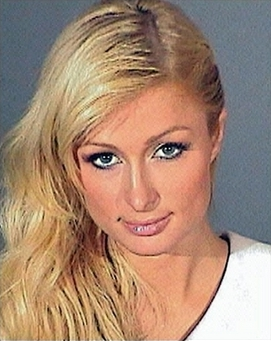
Polizeifoto von Paris Hilton (2007)

Im September 2006 wurde Hilton wegen Trunkenheit am Steuer der Führerschein entzogen. Im Februar 2007 wurde Hilton erneut von Polizisten angehalten, weil sie nachts ohne Licht gefahren war. Die Beamten stellten fest, dass sie ohne gültige Fahrerlaubnis hinter dem Steuer saß und damit gegen die Bewährungsauflagen verstoßen hatte. Am 4. Mai 2007 verurteilte ein kalifornisches Gericht sie daher zu 45 Tagen Gefängnis im Century Regional Detention Center in Lynwood. Das Gericht betrachtete Hiltons Entschuldigung, ihr Sprecher Elliott Mintz habe sie falsch über die Bewährungsauflagen unterrichtet, als irrelevant. Die Hotelerbin hatte ihr wiederholtes Fahren ohne Fahrerlaubnis vor Gericht damit begründet, Mintz habe ihr mehrfach gesagt, der Führerschein sei nur für einen Monat entzogen und sie könne „für berufliche Zwecke“ weiter Auto fahren. Ihre Haftstrafe musste sie am 5. Juni 2007 antreten, sonst hätte sich diese auf 90 Tage verdoppelt. Sie trat die Strafe einen Tag vor dem Ende der Frist an. Elliott Mintz wurde von Hilton noch am selben Tag entlassen. Hiltons Anwalt legte sofort nach Urteilsverkündung Berufung ein. Hilton versuchte mit Briefen an verschiedene Politiker, unter anderem an den kalifornischen Gouverneur Arnold Schwarzenegger, eine Überprüfung des Urteils zu veranlassen. Ihre Bemühungen zeigten offenbar Wirkung, denn am 17. Mai 2007 wurde ihre Haftstrafe auf 23 Tage verkürzt. Die Gefängnisbehörde rechnete es Hilton an, dass sie zum letzten Gerichtstermin pünktlich erschienen war.
Am frühen Morgen des 7. Juni 2007 wurde sie schließlich nach drei Tagen Haftzeit aus dem Frauengefängnis im kalifornischen Lynwood entlassen und unter Hausarrest gestellt, nachdem zunächst ihr Anwalt und später ihr Psychiater sie im Gefängnis besucht hatten. Die Behörden begründeten die Entlassung mit „medizinischen Gründen“.
Am Morgen des 8. Juni wurde Hilton wieder vor Gericht geladen. Richter Michael T. Sauer stellte dort fest, dass die Entlassung in den Hausarrest nicht zulässig gewesen sei und Hilton ihre volle Haftstrafe im Gefängnis zu verbringen habe. Hilton wurde daraufhin weinend und schreiend aus dem Gerichtssaal wieder ins Gefängnis gebracht. In der Nacht vom 25. auf den 26. Juni 2007 wurde sie wegen guter Führung aus dem Gefängnis entlassen.
Am 27. August 2010 wurde bei Hilton im Rahmen einer Fahrzeugkontrolle in Las Vegas Kokain gefunden, was zu ihrer Verhaftung wegen Drogenbesitzes führte. Am nächsten Morgen wurde sie ohne Kaution wieder entlassen und am 20. September zu einem Jahr auf Bewährung, 200 Stunden gemeinnütziger Arbeit und einer Geldstrafe von 2000 US-Dollar verurteilt.

## Sonstige mediale Rezeption
- „Lasst uns Schlampen spielen“ (Orig. Stupid Spoiled Whore Video Playset, South Park, Episode 12, Staffel 8)
- In der Fernsehserie Hotel Zack & Cody wird Hilton in der Figur der London Tipton parodiert.
- In der US-amerikanischen Sitcom 2 Broke Girls erinnert die Figur Caroline Channing stark an Paris Hilton.
- 2007 veröffentlicht das Band-Projekt Citizens For A Better America ein Musikvideo mit dem Titel Go Away Paris. In dem Lied wird eine gewisse Sättigung wegen der überbordenden Medienpräsenz von Paris Hilton thematisiert. In den offiziellen deutschen Singlecharts hält sich der Song zwei Wochen lang in den Top 100.[32]

## Auszeichnungen
- 2004 „Dümmste Frau des Jahres“; World Stupidity Award
- 2004 „That’s hot! Spruch des Jahres“; „VH1 Big in 2004 Award“; ihren Spruch ließ sie sich 2004 markenrechtlich eintragen und vermarktet ihn u. a. auf T-Shirts
- 2005 AVN Award; für den pornografischen Film „1 Night in Paris“ mit Hilton in der Hauptrolle als „Best Selling Title of the Year“; „Best Renting Title of the Year“ und „Best Overall Marketing Campaign – Individual Project“
- 2005 Teen Choice Award; „Bester Schrei“ in House of Wax
- 2005 „Schlechtest gekleidete Prominente“; gewählt von PETA wegen Hiltons Vorliebe für Pelzbekleidung
- 2006 Goldene Himbeere; als schlechteste Nebendarstellerin in House of Wax[33]
- 2007 Eintrag im Guinness-Buch der Rekorde; als „am meisten überexponierte Persönlichkeit“[34]
- 2009 Goldene Himbeere; als schlechteste Hauptdarstellerin in The Hottie & the Nottie – Liebe auf den zweiten Blick
- 2009 Goldene Himbeere; als schlechteste Nebendarstellerin in Repo! The Genetic Opera
- 2009 Goldene Himbeere; als schlechtestes Leinwandpaar zusammen mit Christine Lakin oder Joel David Moore
- 2010 Goldene Himbeere; als schlechteste Schauspielerin des vergangenen Jahrzehnts[35]

In einer weiteren „Bestenliste“ wurde Hilton zur meistgehassten Prominenten des Jahres 2009 gekürt.